# Pieter Gerrit Gallée
Pieter Gerrit Gallée (Vorden, 19 december 1851 - aldaar, 24 juli 1918) was een Nederlandse burgemeester.

## Leven en werk
Gallée werd in 1851 in Vorden geboren als zoon van de secretaris en latere burgemeester Johannes Hermanus Gallée en Neeltje van Olst. Hij begon zijn carrière als ambtenaar op de secretarie van Vorden. In 1893 volgde hij zijn vader op als burgemeester en secretaris van Vorden. Ook zijn grootvader Jan Hendrik Gallée had deze functie gedurende een reeks van jaren vervuld. Drie generaties Gallée bestuurden Vorden van 1803 tot 1918, met een onderbreking van zeven jaar in de periode 1846 tot 1853. Ter nagedachtenis aan de drie burgemeesters Gallée werd drie jaar na zijn overlijden een driearmige lantaarn geplaatst op het plein voor het postkantoor. De stenen in de voet herinneren aan het bestuur van de drie generaties Gallée in Vorden. In 1964 werd het monument afgebroken en werden de herinneringsstenen verplaatst en opgenomen in de burgemeester Galléebank aan de Burgemeester Galléestraat. Gallée was van 1888 tot 1892 voorzitter van de liberale kiesvereniging in Vorden. Hij was oprichter en toezichthouder van de Raiffeisenbank te Vorden.
Gallée woonde in de door zijn grootvader gebouwde ambstwoning "De Decanije". In 1907 werd dit landhuis met bijbehorend landgoed en boerderijen - waarschijnlijk vanwege financiële problemen - publiekelijk verkocht. Het huis werd daarna ingericht als herstellingsoord voor spoorwegpersoneel.
Gallée trouwde op 13 mei 1877 met  zijn nicht Johanna Henriette Pieternella Mellink. Hij overleed kort na zijn 25-jarig ambtsjubileum in 1918 op 66-jarige leeftijd in zijn woonplaats Vorden. Zijn broer Johan Hendrik was hoogleraar aan de Universiteit Utrecht.